# Schloss Illereichen

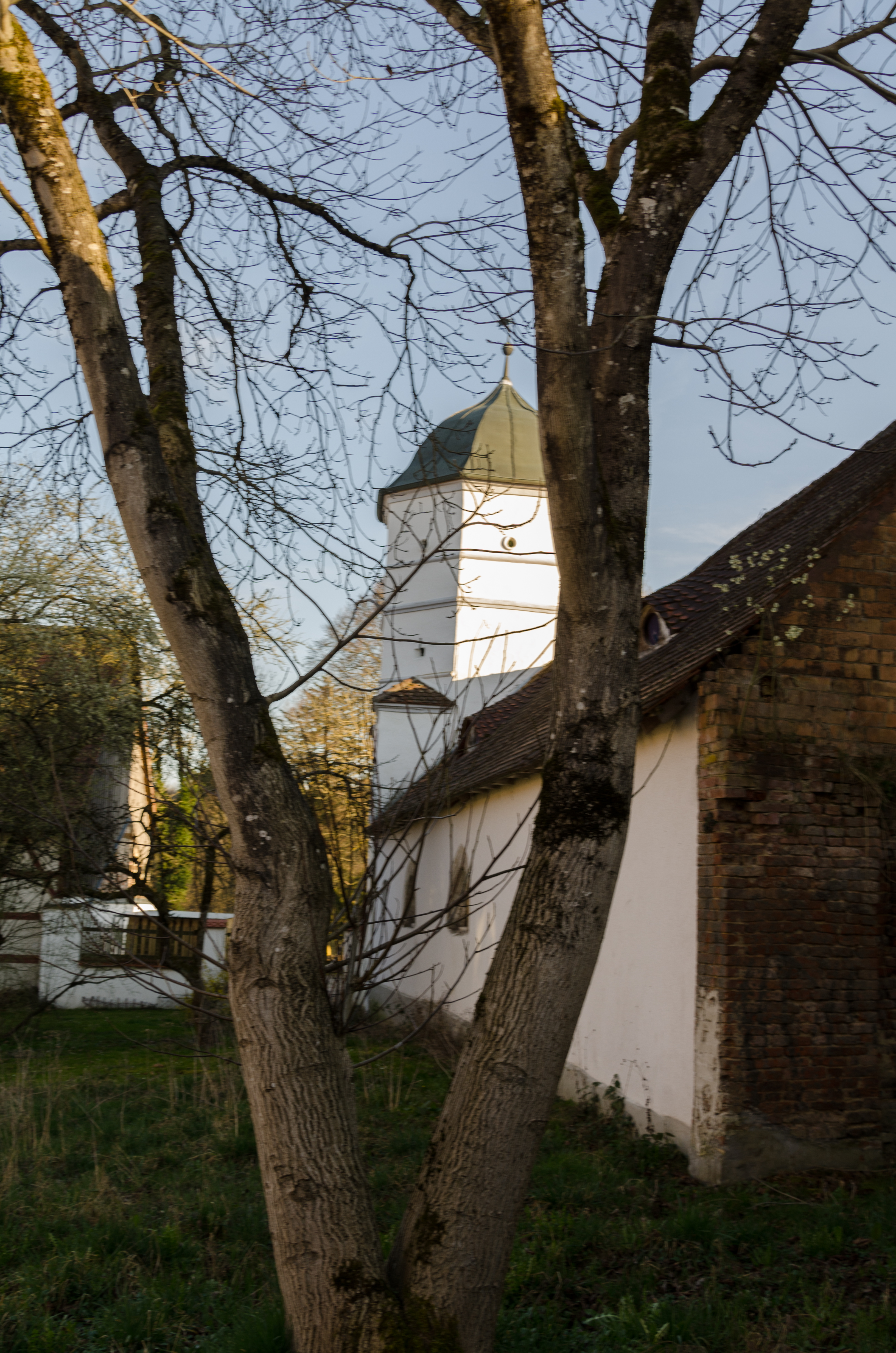
Schloss Illereichen – Torturm

Schloss Illereichen ist ein Schlossrest in Altenstadt-Illereichen in der Großen Kreisstadt Neu-Ulm im bayerisch-schwäbischen Landkreis Neu-Ulm.

## Geschichte
1330 wird ein fester Bau der Herren von Aichheim erwähnt, als die Herrschaft Aichheim (auch Herrschaft Illereichen) an Konrad von Rechberg gelangte, der die Tochter Bertholds von Aichheim, Luitgard, geheiratet hatte. 1420/60 erfolgte die Errichtung eines Neubaus, im 16. Jahrhundert der Bau des Torturms. Die Herrschaft Aichheim mit Altenstadt und Illereichen war bis 1677 im Besitz der Rechberg und wurde 1626 zu einer freien Reichsherrschaft mit Kreis- und Reichsstandschaft erhoben. Sie kam dann in den Besitz der Grafen von Limburg-Styrum, 1772 erwarb der Reichsgraf und spätere Fürst Carl von Palm die Herrschaft um 450.000 Gulden. Dieser verkaufte den Besitz 1788 für 750.000 Gulden an Fürst Johann Nepomuk Josef von Schwarzenberg, von dem er 1789 an seinen Sohn Josef überging. In dessen Regierungszeit kam die Herrschaft Illereichen 1806 unter die Landeshoheit Bayerns. Ein Fürstlich Schwarzenberg’sches Herrschaftsgericht bestand von 1814 bis 1834. 1833, kurz vor seinem Tod, verkaufte Fürst Josef von Schwarzenberg Illereichen an den bayerischen Staatsminister Maximilian Graf von Montgelas, der 1834 Gerichtsbarkeit und Grundgefälle dem König von Bayern überließ. 1837/38 wurde das Schloss, das die ehemalige umfangreiche Burganlage umfasste, weitgehend abgebrochen.

## Baubeschreibung
Das Schloss bestand ursprünglich aus einer ehemaligen umfangreichen Burganlage, der Vorburg mit Torturm, Gesinde- und Ökonomiebauten. Erhalten sind das Gebäude der Vorburg und der Torturm sowie der ehemalige Schlossgarten mit Stütz- und Befestigungsmauern.
Das Gebäude steht unter der Aktennummer D-7-75-111-40 unter Denkmalschutz. Zu dem Gesamtensemble gehören auch der ehemalige Ökonomie- und Gesindebau, ein Stallbau und eine steinerne Brücke. Im Süden der Vorburg findet sich ein ehemaliger Schlossgarten und das ehemalige Jägerhaus.
Weitere Baudenkmäler im Umfeld sind:
- ehemaliges Bräuhaus, Kirchplatz 2 (D-7-75-111-27)
- ehemalige Schule, Bau des 19. Jahrhunderts (D-7-75-111-29)
- Filialkirche Mariä Himmelfahrt (D-7-75-111-26)